# 三壘裁判
三壘裁判，又称三垒审，指的是棒球、壘球比赛中位于三垒的裁判员。其主要职责有：裁决上三垒的跑垒员出局或是安全上垒；判断左手打者是否挥棒，在主裁判没有看清左手打者是否出棒时，向三垒裁判请求，三垒裁判给出打者出棒或未出棒的手势；判断打者击出左邊方向的球为界内球或是界外球（在有左线审的时候协助判断）；判斷二壘盜三壘的跑著是否成功之判斷，如果跑壘員比防守者的觸殺行為先到三壘壘包，即應判安全上壘。

## 外部連結
- 三壘裁判在台灣棒球維基館上的頁面（繁體中文）